# Dvorec Strnišče
Dvorec Strnišče (nemško: Sternthal) je dvorec v nekdaj istoimenskem naselju, danes Kidričevem.
V letih 2012-2013 je stekel projekt obnove dvorca, ki je bil izveden 2014. Obnovo sta zasnovali Mojca Gregorski in Katja Paternoster, okolico pa je uredil Iztok Kavčič.